# Arethousa

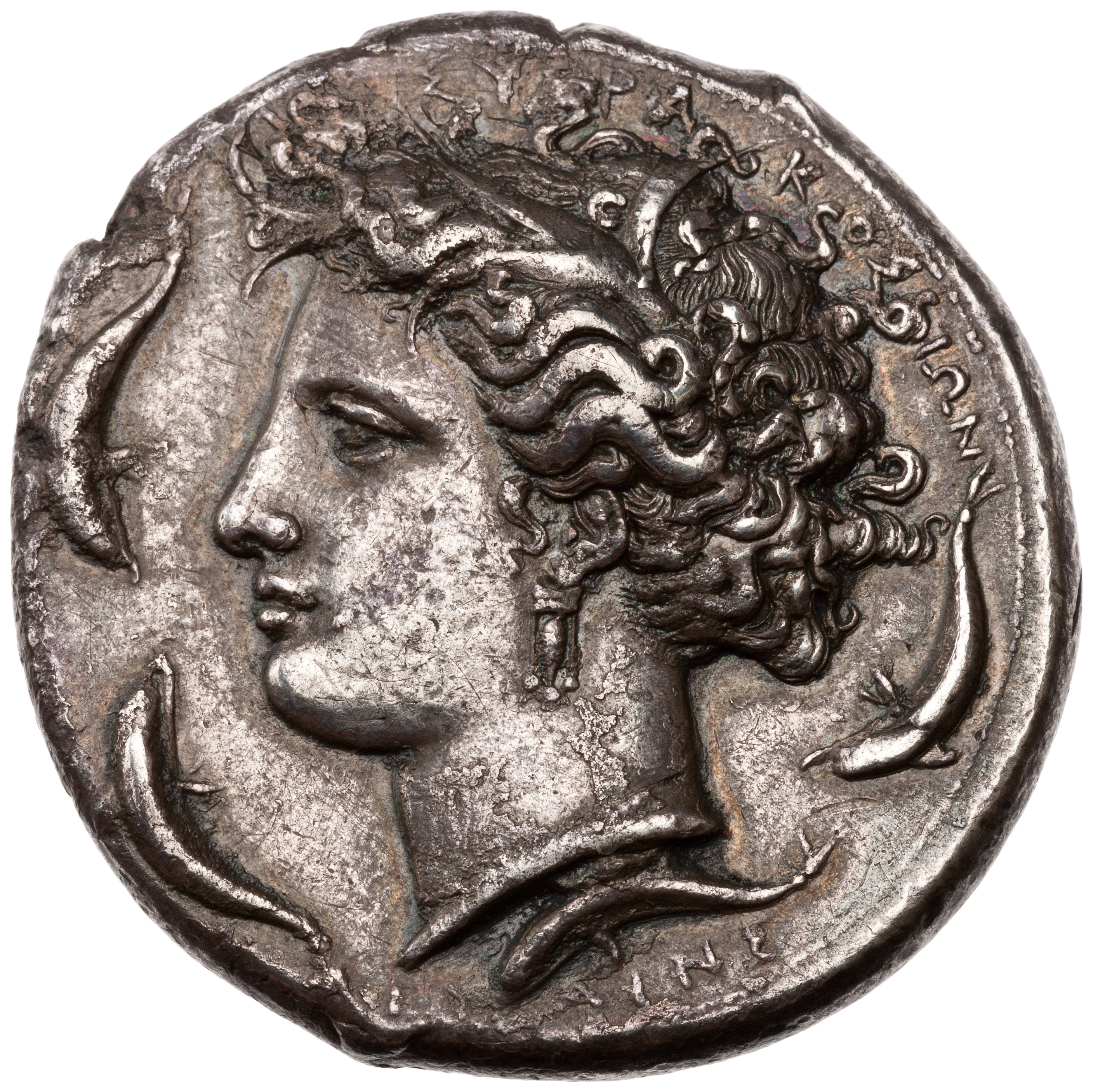
Arethousa na syrakuské minci

Arethousa (řecky Ἀρέθουσα) je postava z řecké mytologie. Jde o nymfu či najádu (vodní nymfu) z Artemidiny družiny, která pod mořem uprchla ze svého domova v Arkádii a vytryskla jako fontána sladké vody na ostrově Ortygia v Syrakusách na Sicílii. Byla častým námětem moderního evropského umění.

## Mýtus
Nymfa Arethousa se v mýtu koupala v průzračném potoce, aniž věděla, že potok je ve skutečnosti říčním bohem Alfeiosem. Potok/bůh se do ní zamiloval. Ona před ním utekla, protože si přála zůstat cudnou služkou Artemidy. Alfeios je pronásledoval, ona požádala Artemis o ochranu. Bohyně ji schovala do mraku, ale Alfeios byl vytrvalý. Začala se ze strachu silně potit a proměnila se v proud vody. Jako proud spadla do moře a putovala pod mořskou hladinou až k ostrovu Ortygia na Sicílii, kde vytryskla jako pramen. Alfeios ji však přesto dostihl, když se mu podařilo do pramene přimísit svou vlastní vodu.
Římský básník Ovidius ve svých Proměnách příběh vypráví pozměněný. Alfeios pronásleduje nymfu v lidské podobě a Artemis ji začaruje v pramen, aby se vsákla do země a takto pronásledovateli unikla. Mytologové se domnívají, že v původní verzi byla pronásledovanou sama bohyně Artemis.
Arethousa se objevuje v řecké mytologii ještě na jiném místě, když požádala Démétér, aby přestala Sicílii trestat za zmizení své dcery Persefony. Prozradila bohyni, že když cestovala jako proud vody pod zemí, viděla Persefonu jako královnu podsvětí.
Syrakuské mince s Arethousou obklopenou delfíny patří z nejznámějších a nejkrásnějších starověkým řeckým mincím.
Mýtus o Arethouse se stal znovu populárním v renesanci a zejména v romantismu 19. století. Inspiroval umělce, jako byli sochař Battista Lorenzi, nebo básníci Percy Bysshe Shelley a John Keats. Mýtus byl přitom stále více přetvářen do podoby pastýřského nebo milostného příběhu. Z hudebníků mýtus inspiroval Turlougha O'Carolana, Karola Szymanowského, Benjamina Brittena, Ottorino Respighiho nebo Ralpha Vaughana Williamse.

## Galerie

### Arethousa a Alfeus

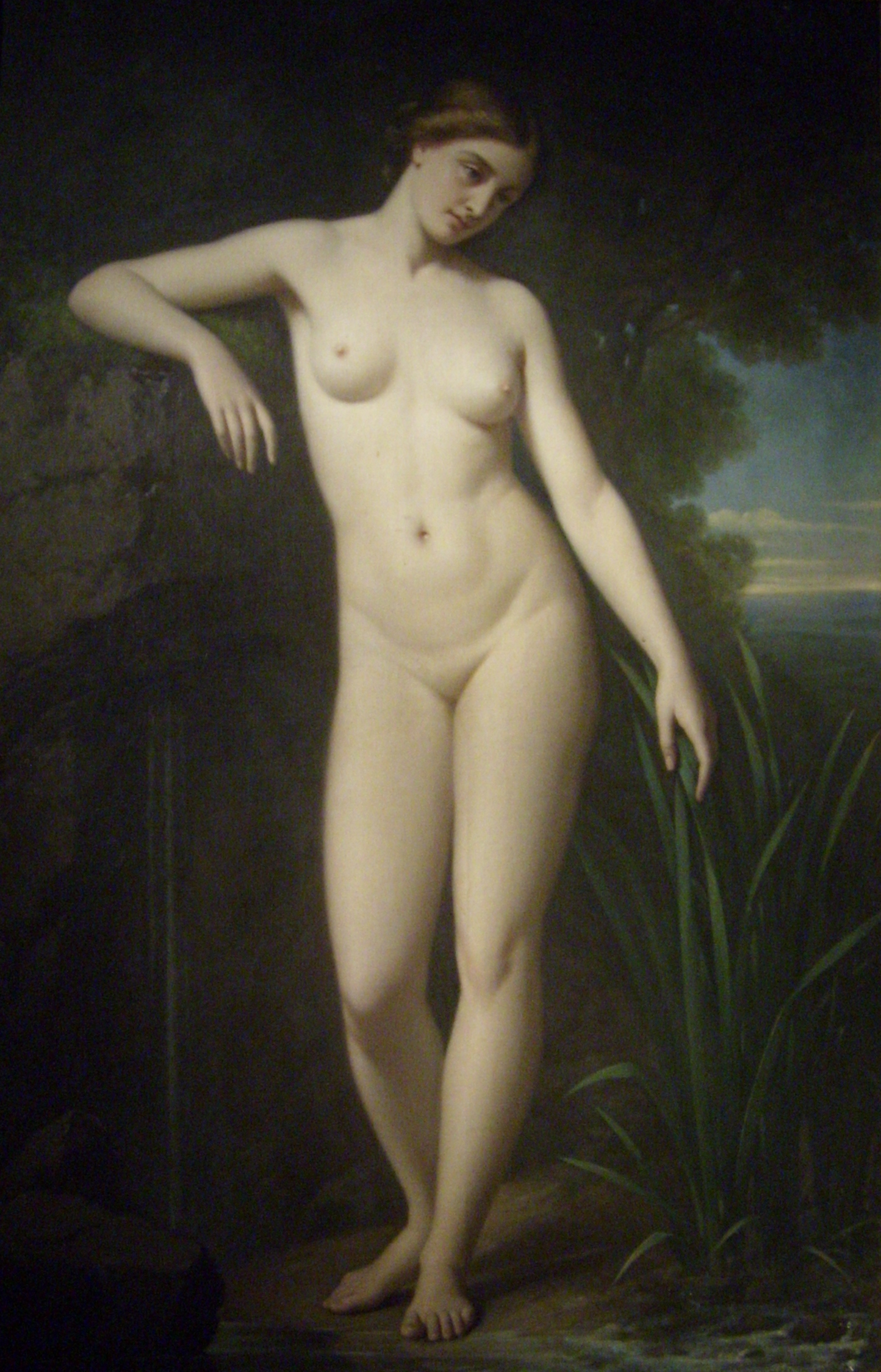
Arethousa, Auguste François Jean Baptiste Legras (Salon 1874)
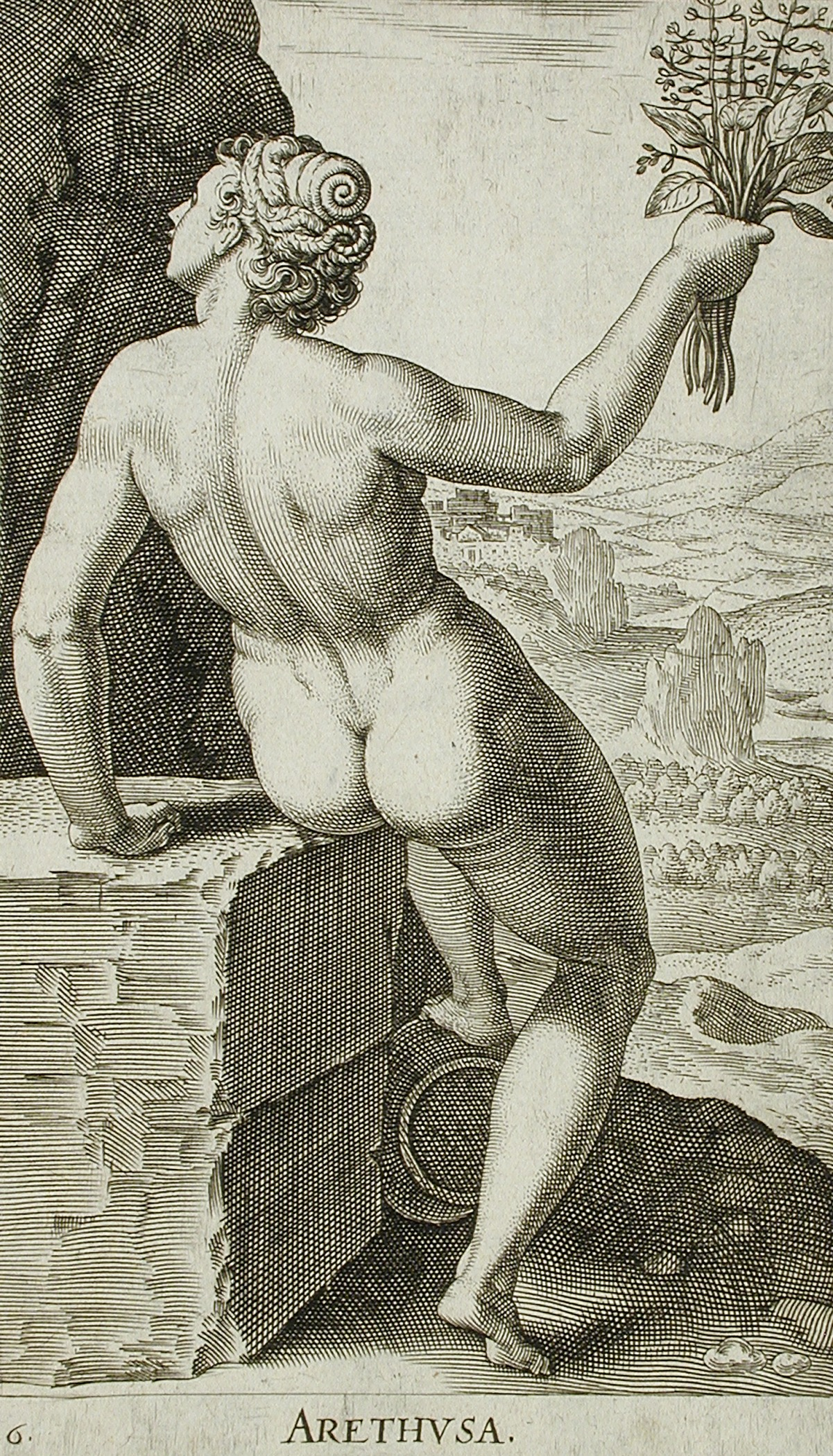
Arethousa, Philip Galle (1587)
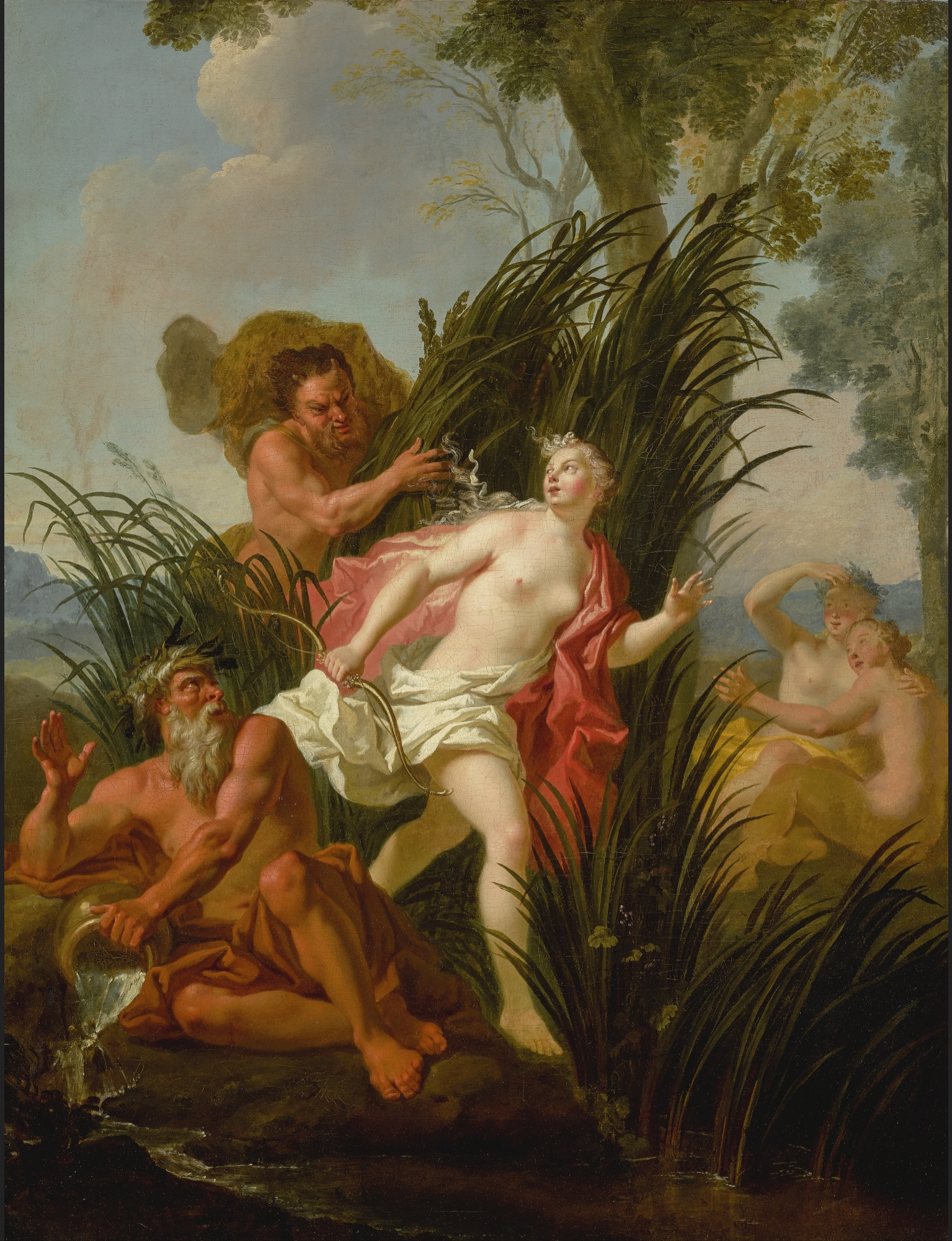
Alfeus pronásleduje Arethousu, Antoine Coypel (18. století)
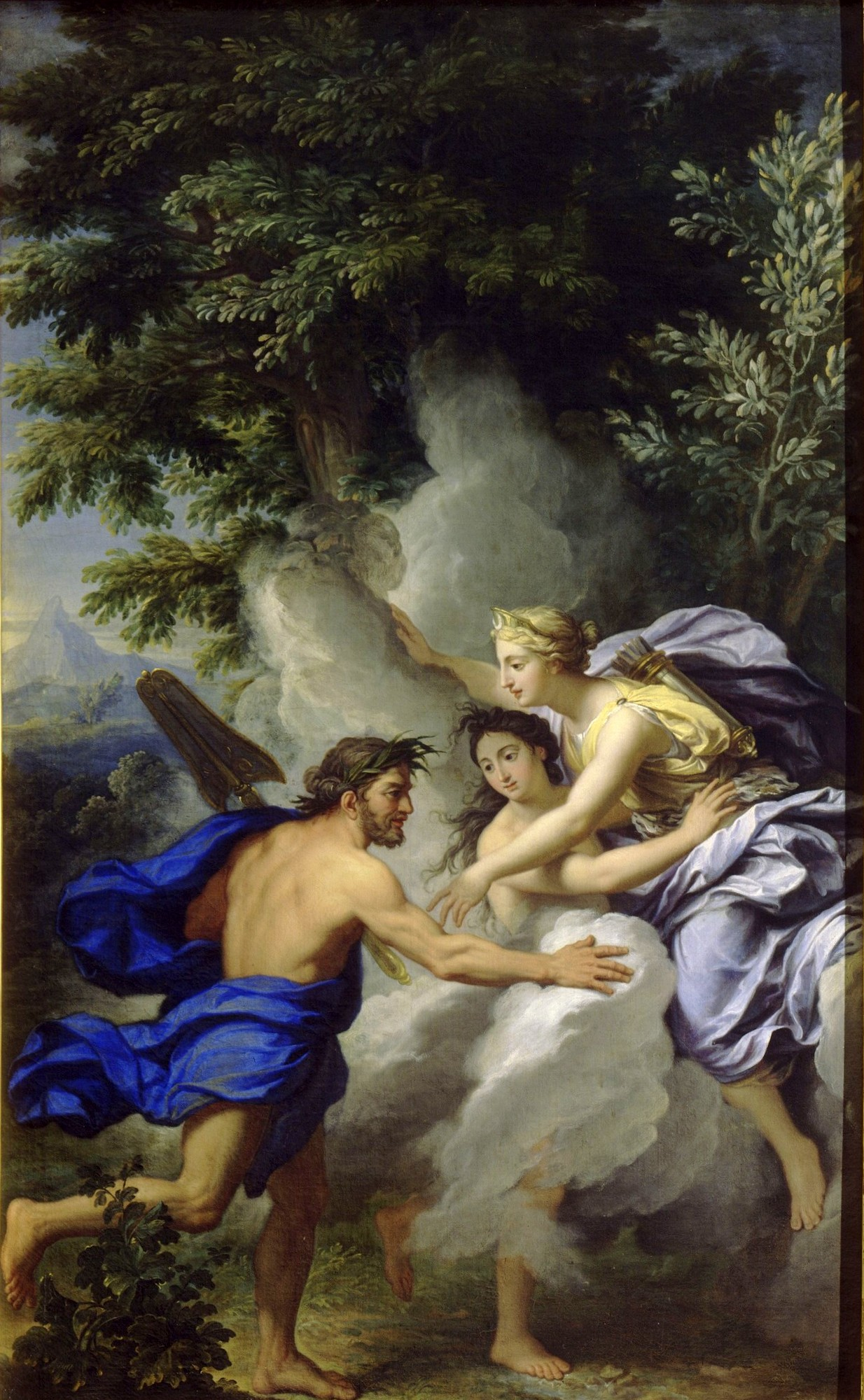
Alfeus a Arethousa, René-Antoine Houasse
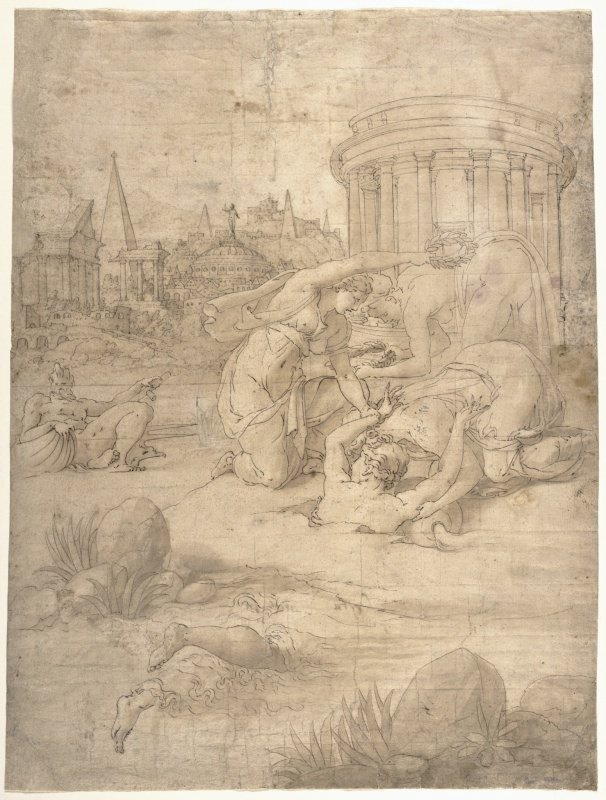
Příběh o Arethouse by Francesco Primaticcio
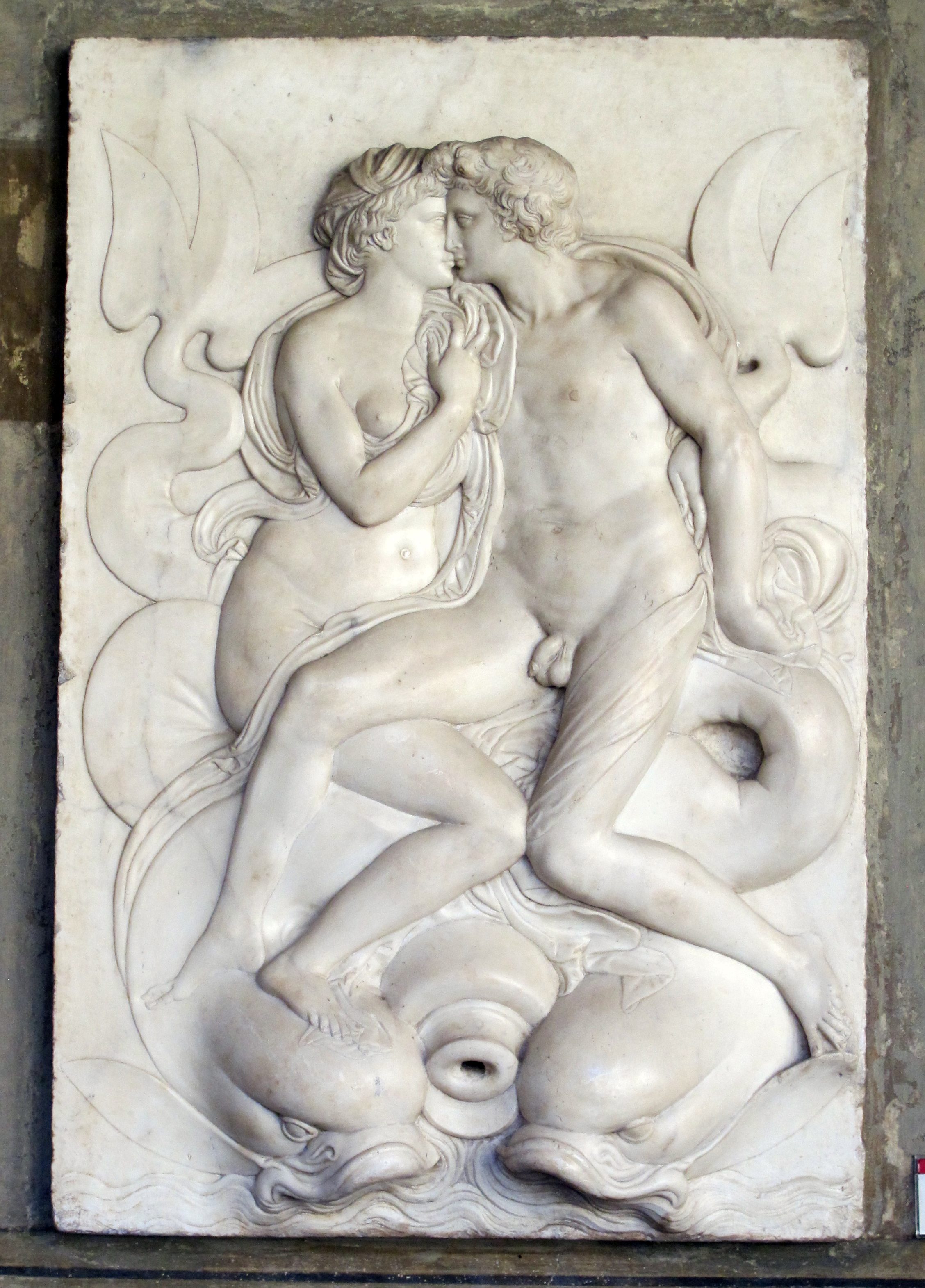
Scultore fiorentino, alfeo e aretusa, 1561–62
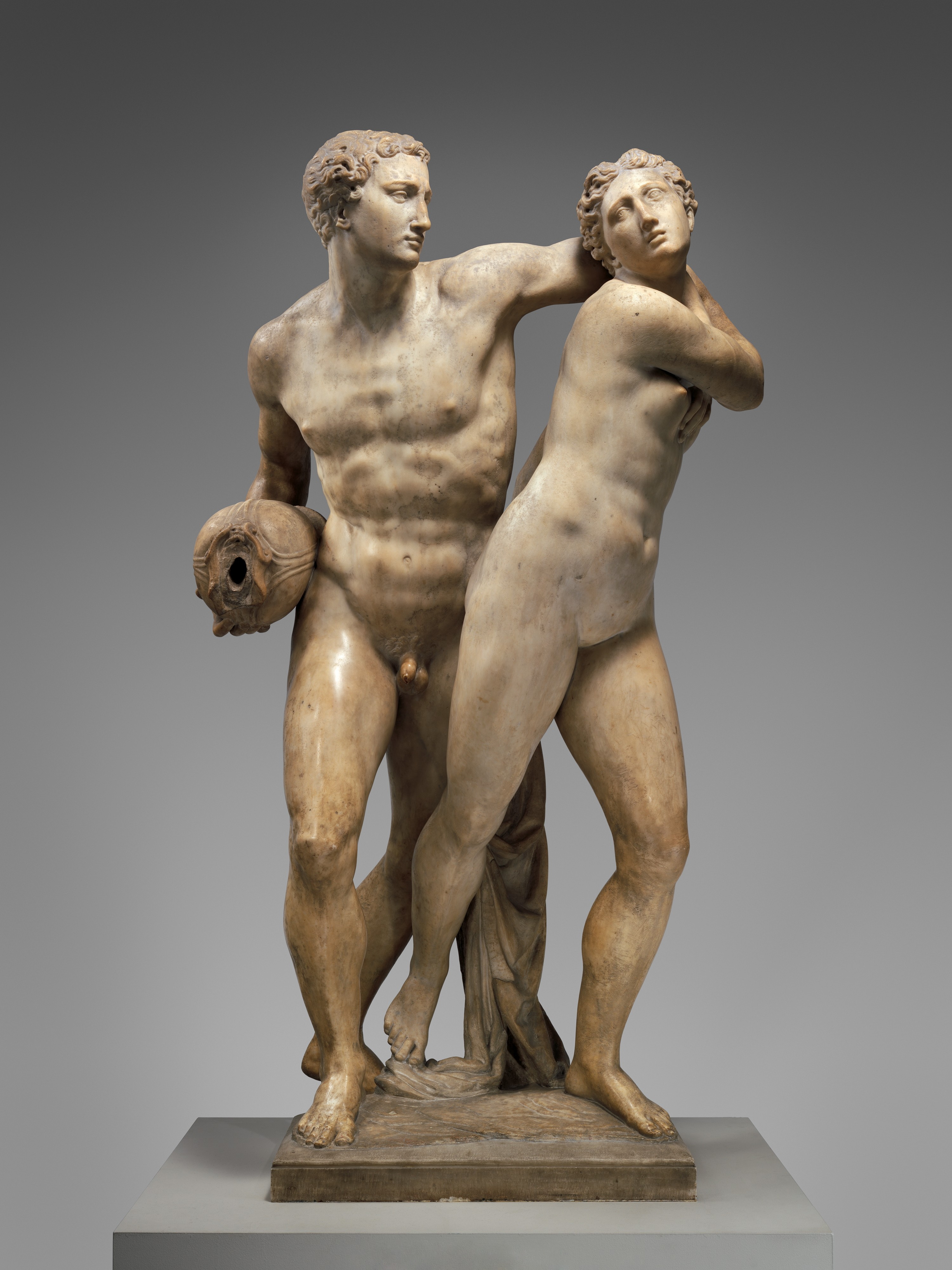
Alfeus a Arethousa, Battista di Domenico Lorenzi (1568–70)
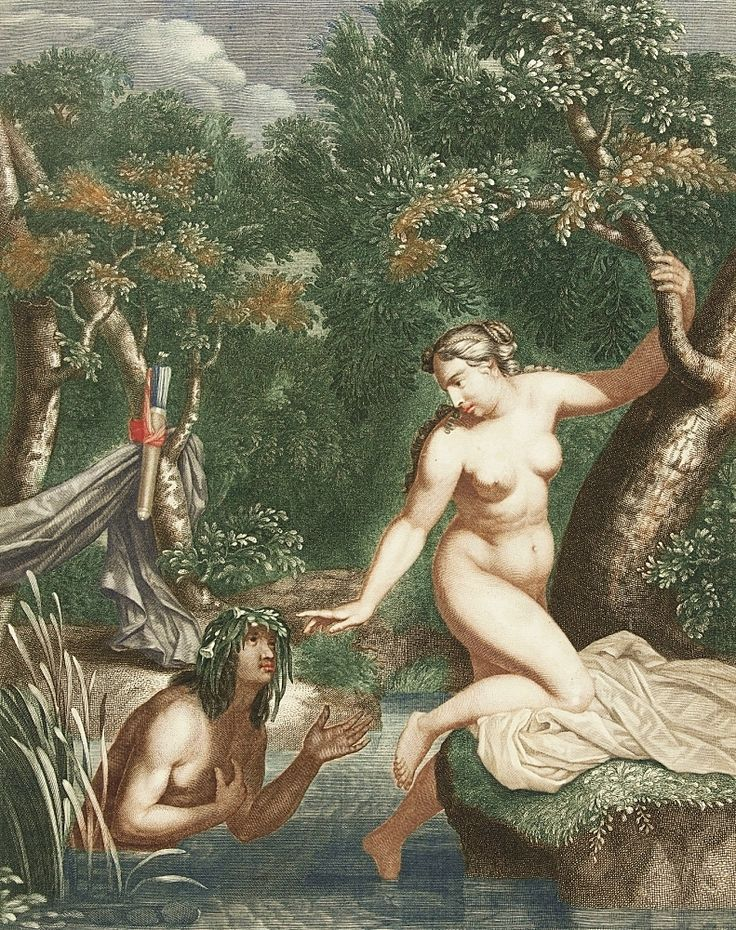
Alfeus a Arethousa, Abraham Bloteling (mezi lety 1655 a 1690)
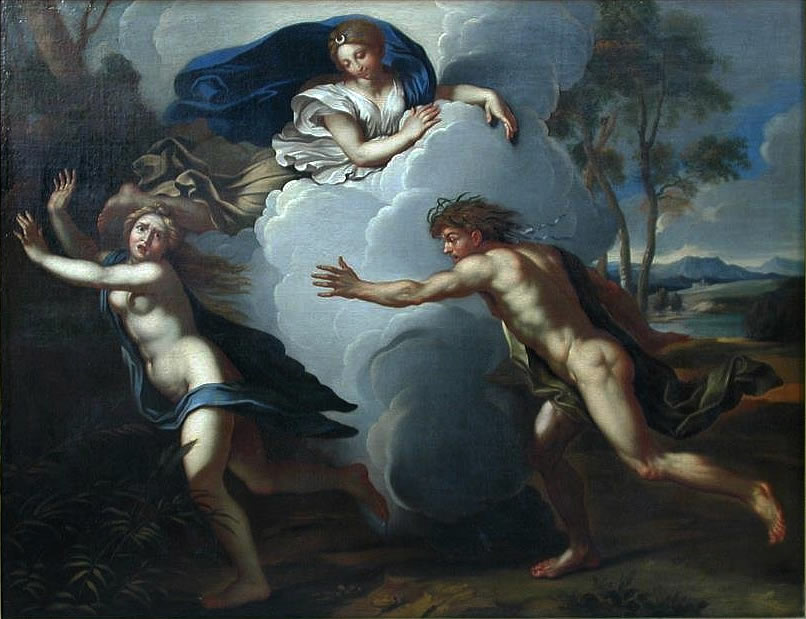
Alfeus a Arethousa (Roman School, zhruba 1640)
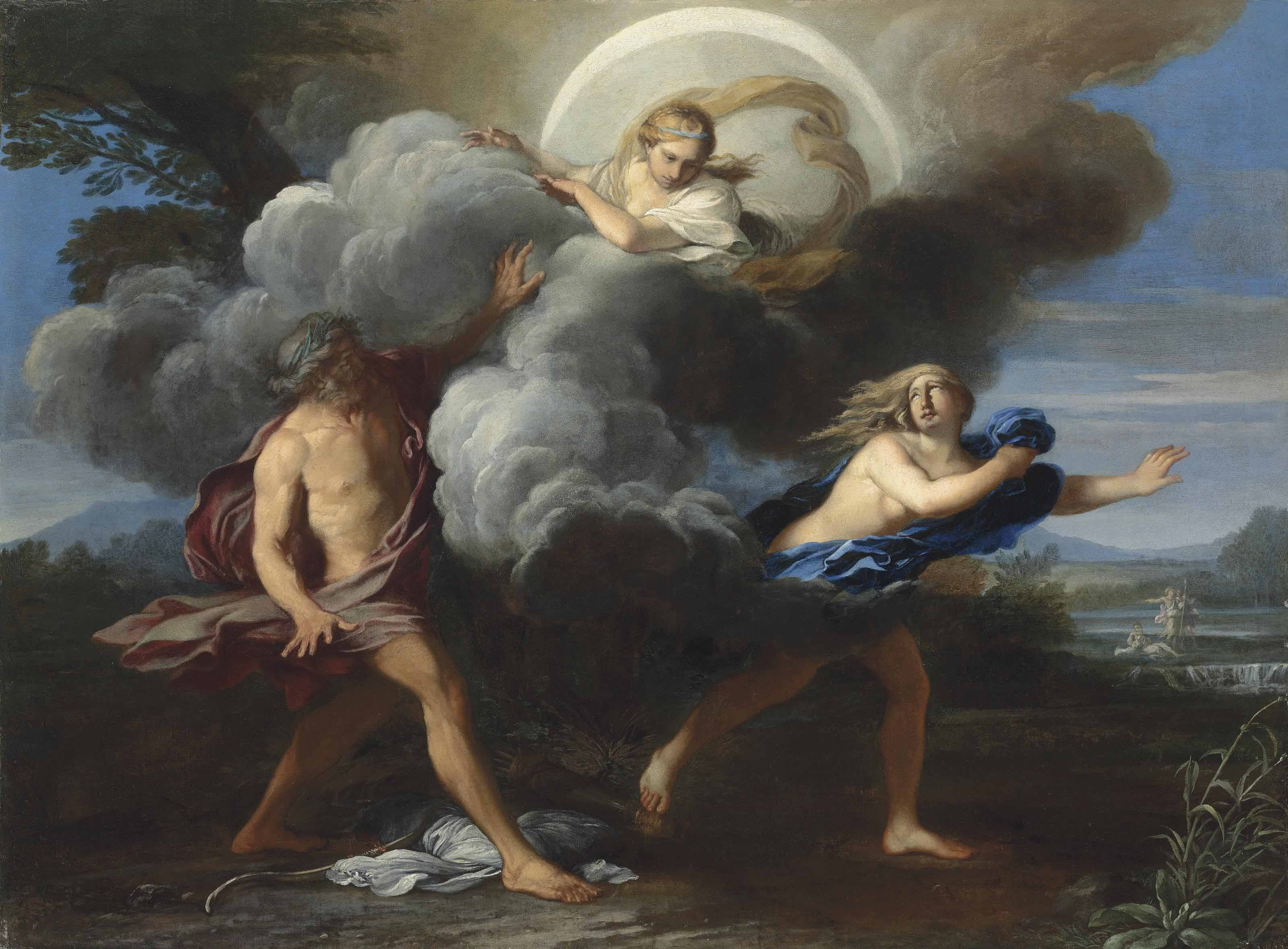
Alfeus a Arethousa, Carlo Maratta (7th-century)
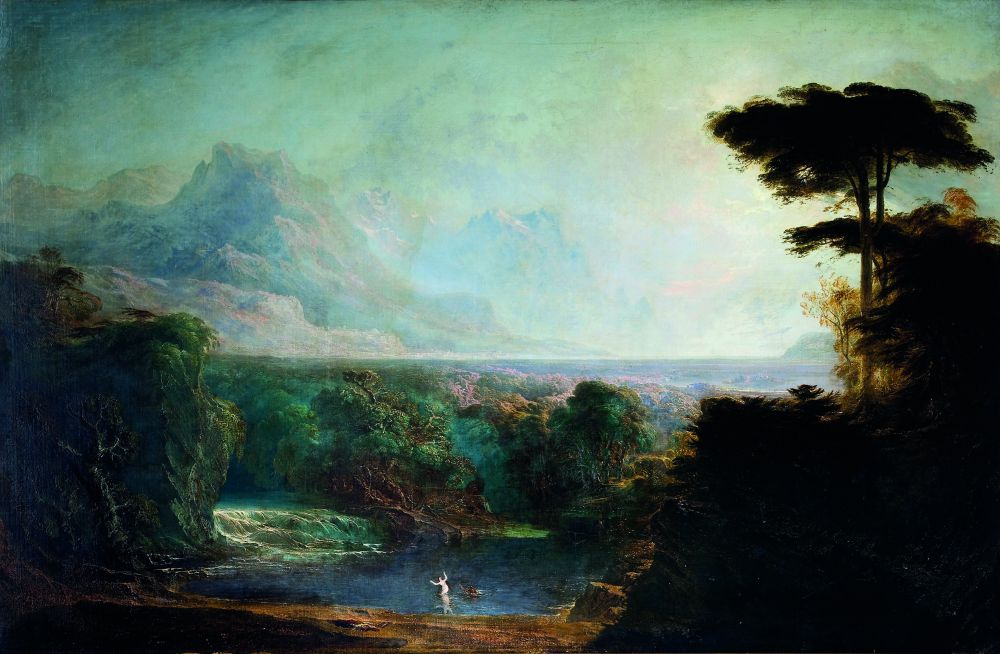
Alfeus a Arethousa, John Martin (1832)
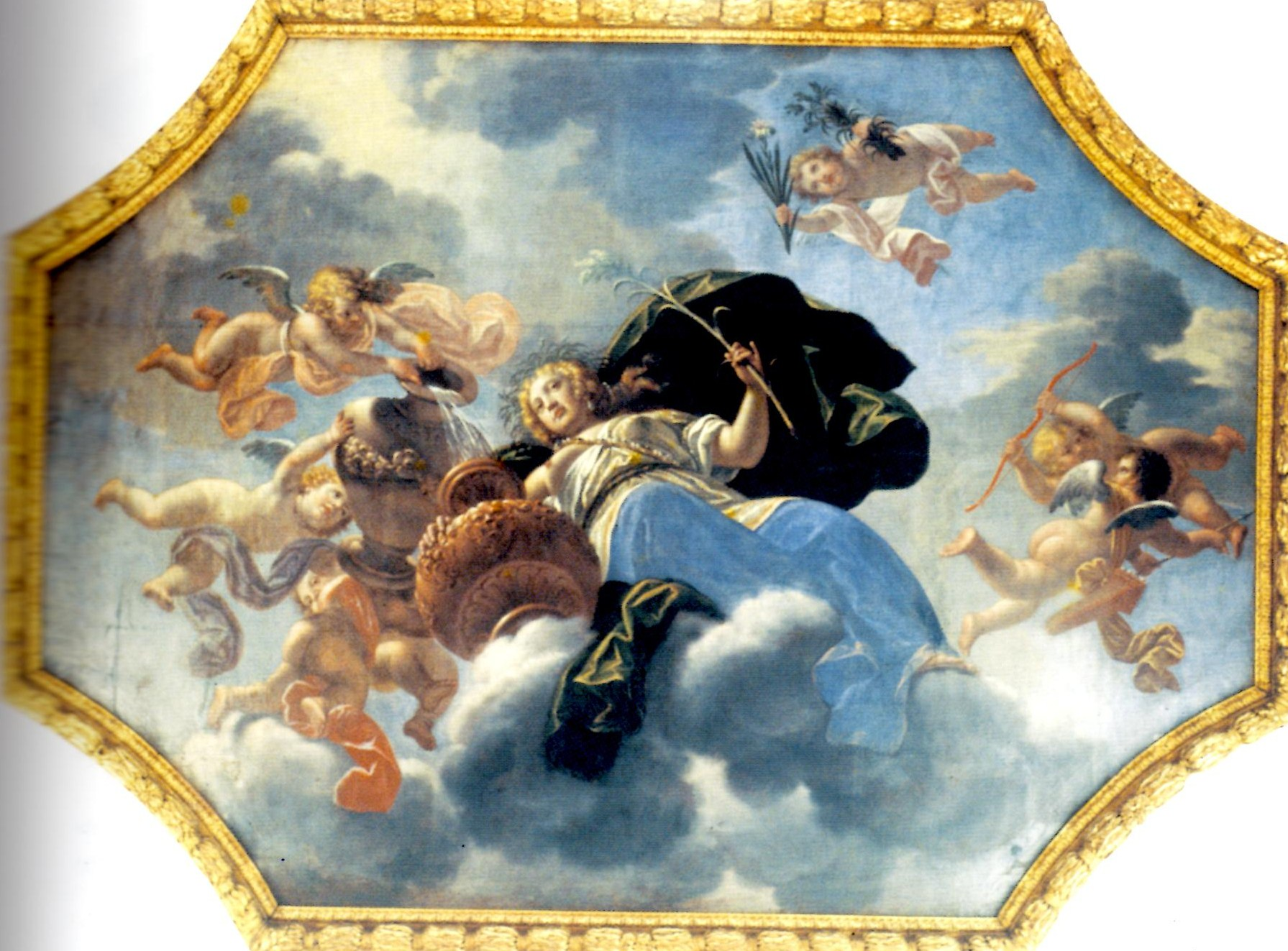
Arethousa, Antonio Triva (17. století)
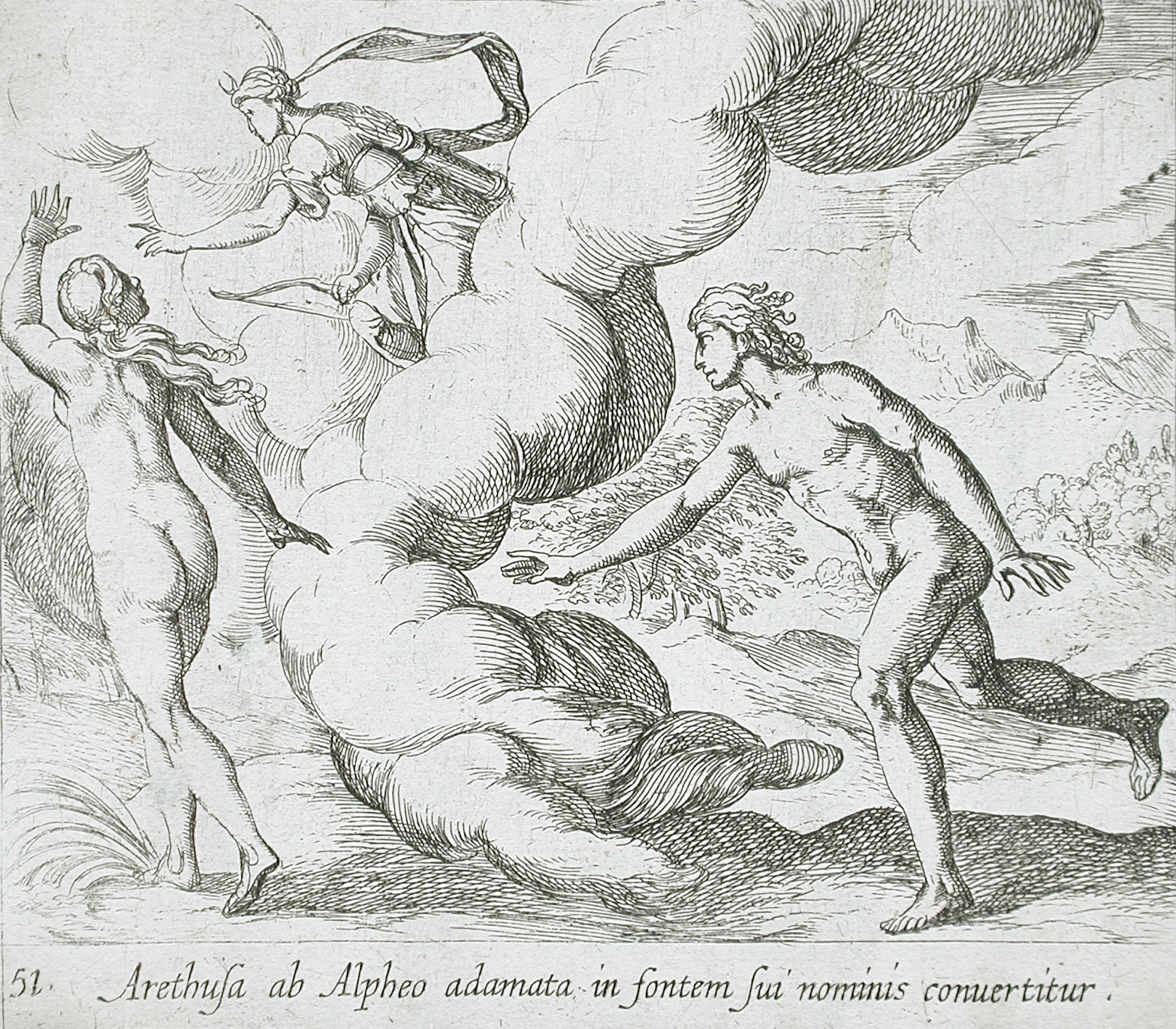
Arethousa pronásleduje Alfeuse, Wilhelm Janson a Antonio Tempesta (1606)
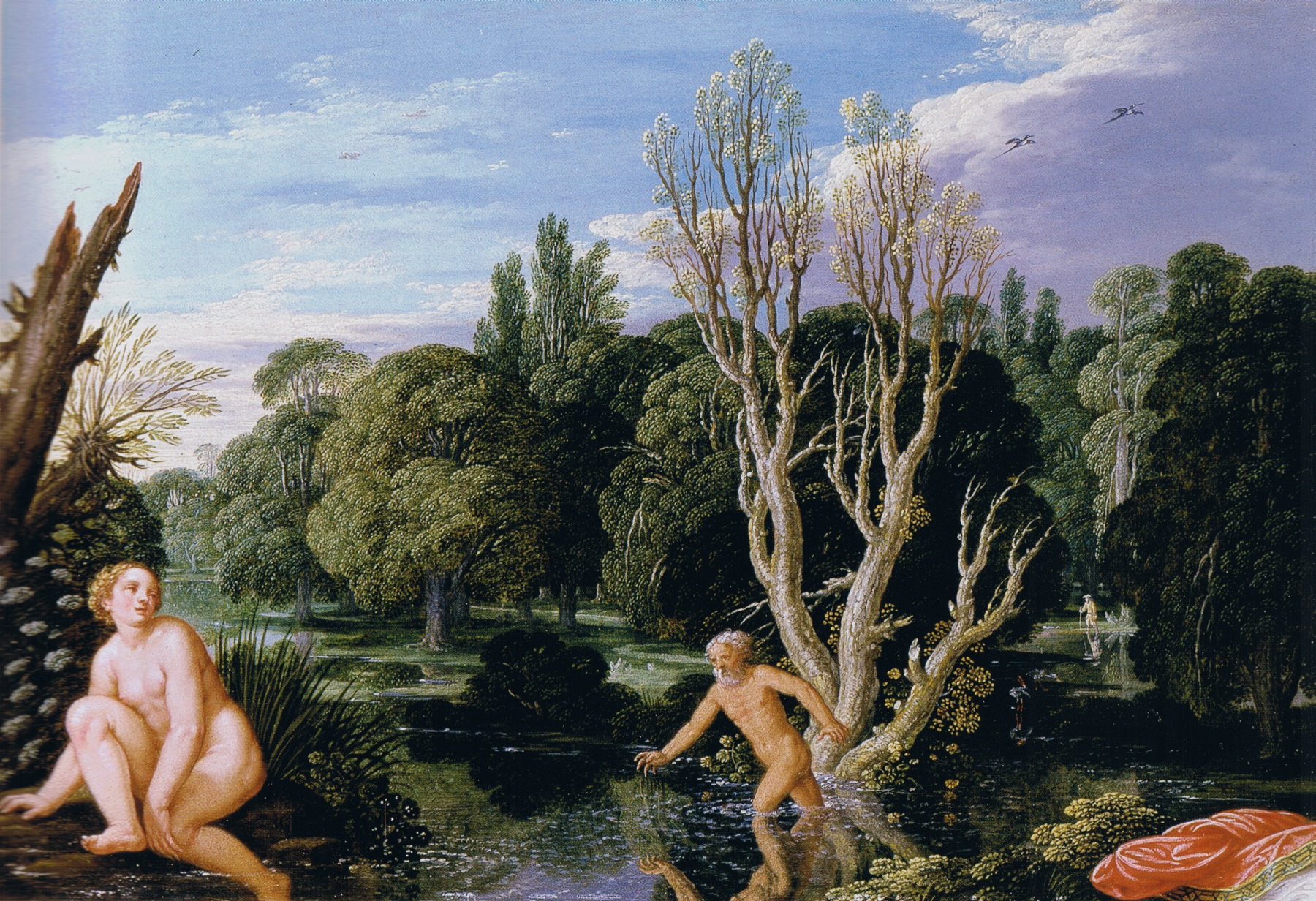
Alfeus a Arethousa, Johann König (1610s)
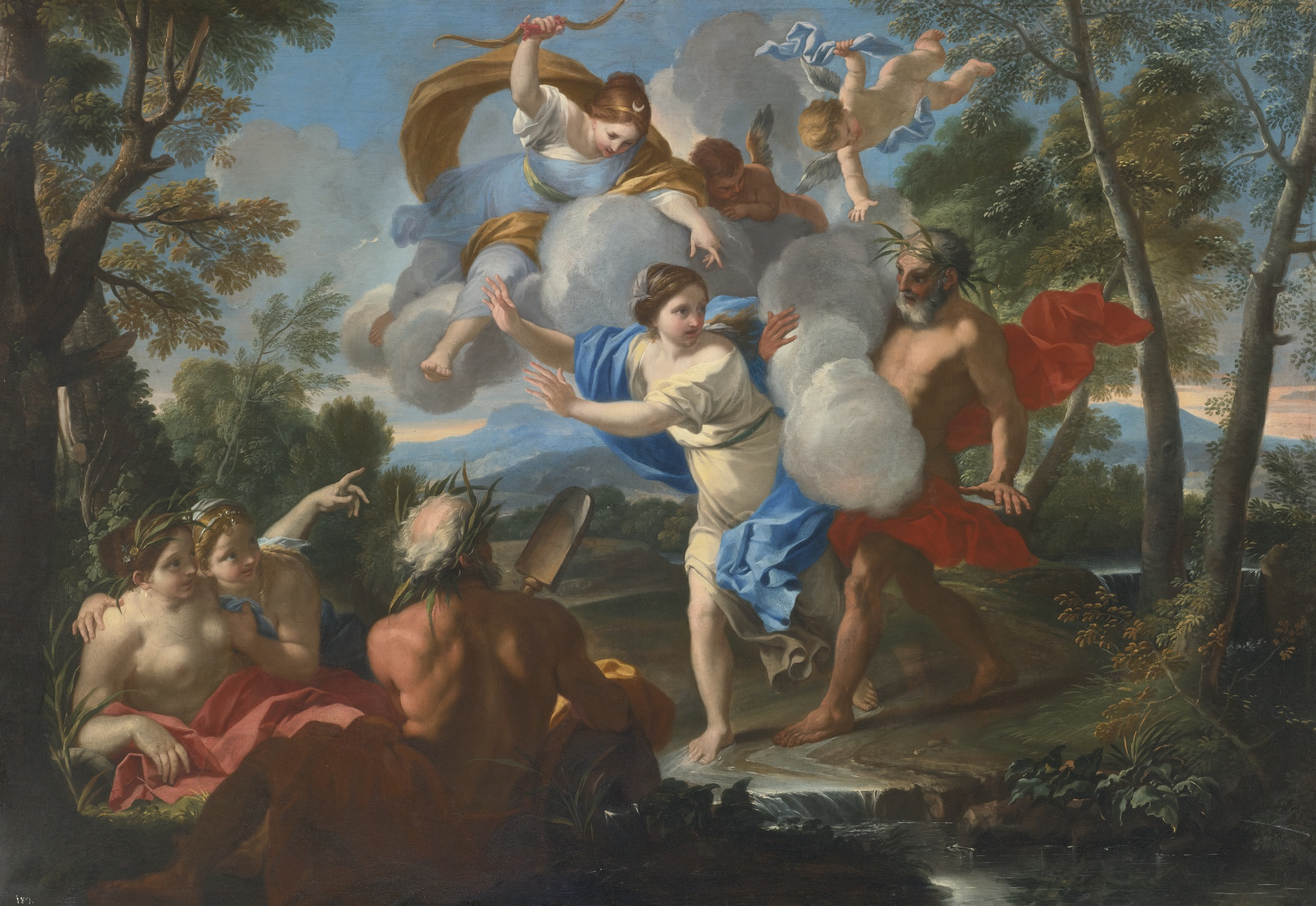
Alfeus a Arethusa by Luigi Garzi
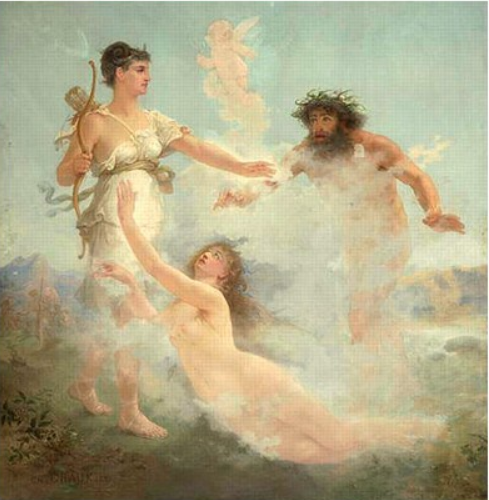
Nymfa Arethousa, Alexandre Crauk
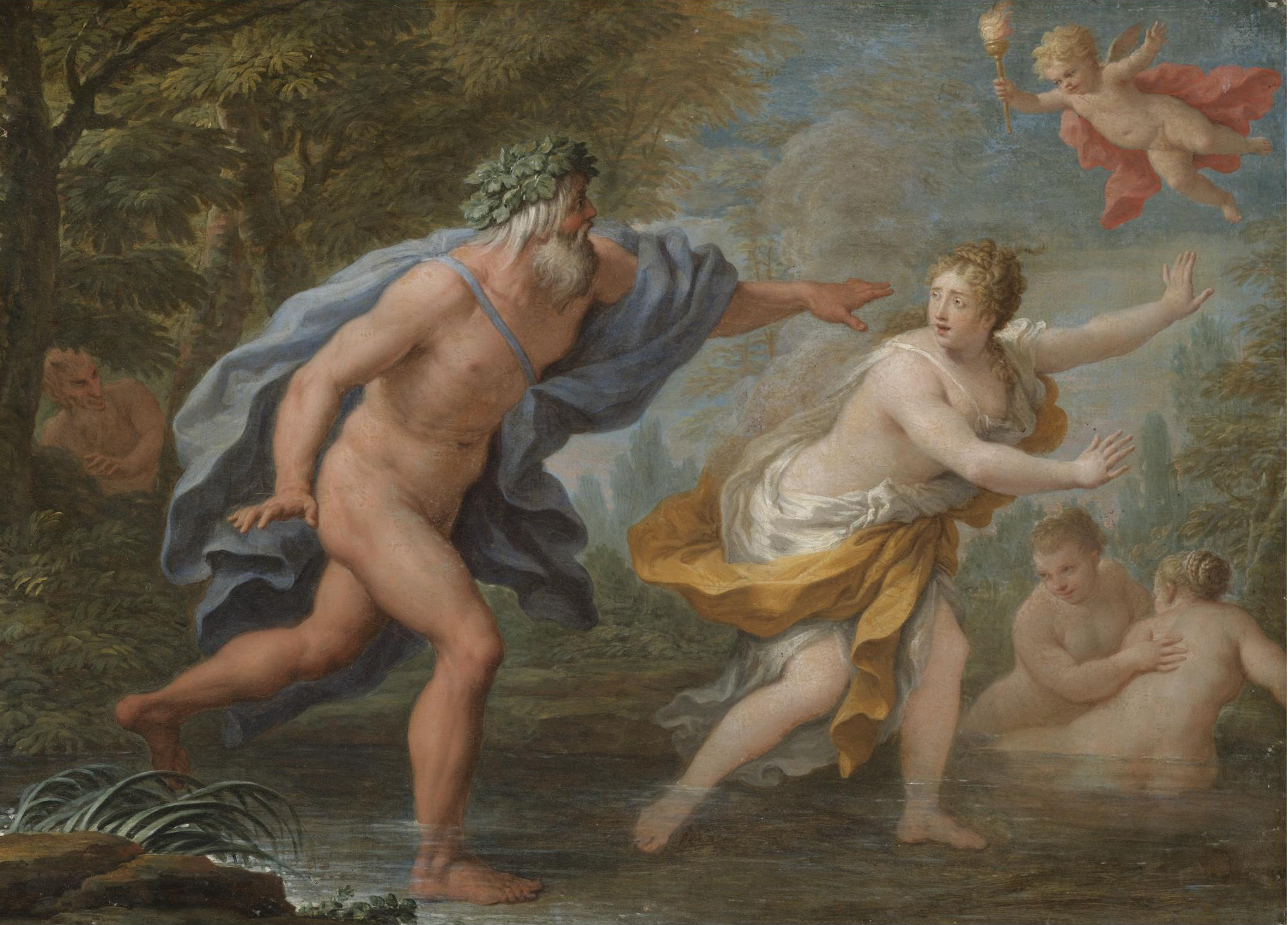
Alfeus a Arethousa, Paolo de Matteis (1710)
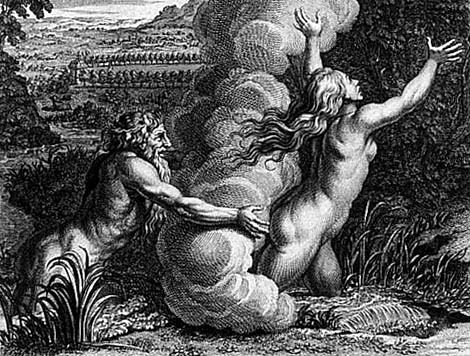
Alfeus a Arethousa, Bernard Picart
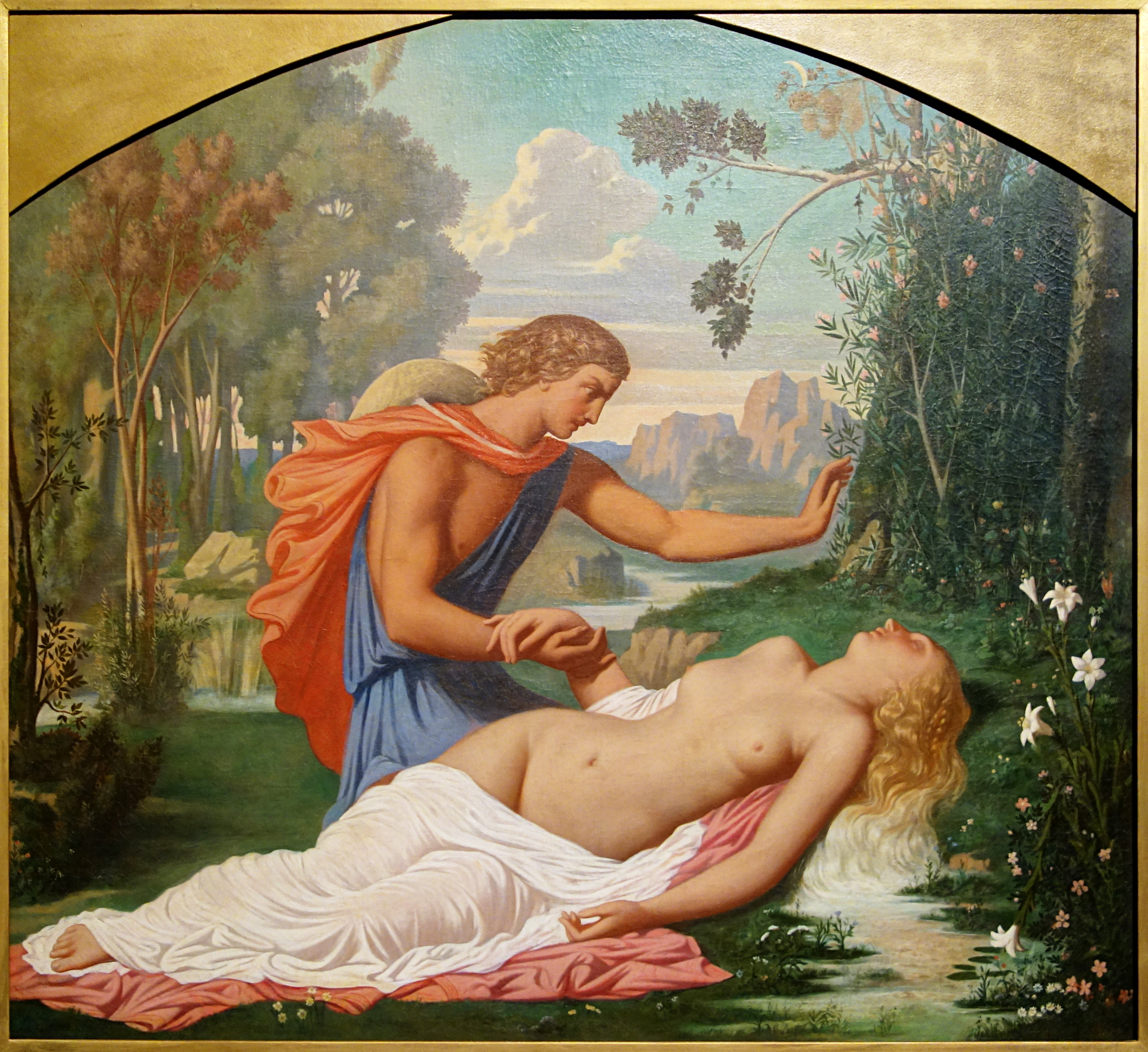
Arethousa a Alfeus, Léopold Burthe (1847)
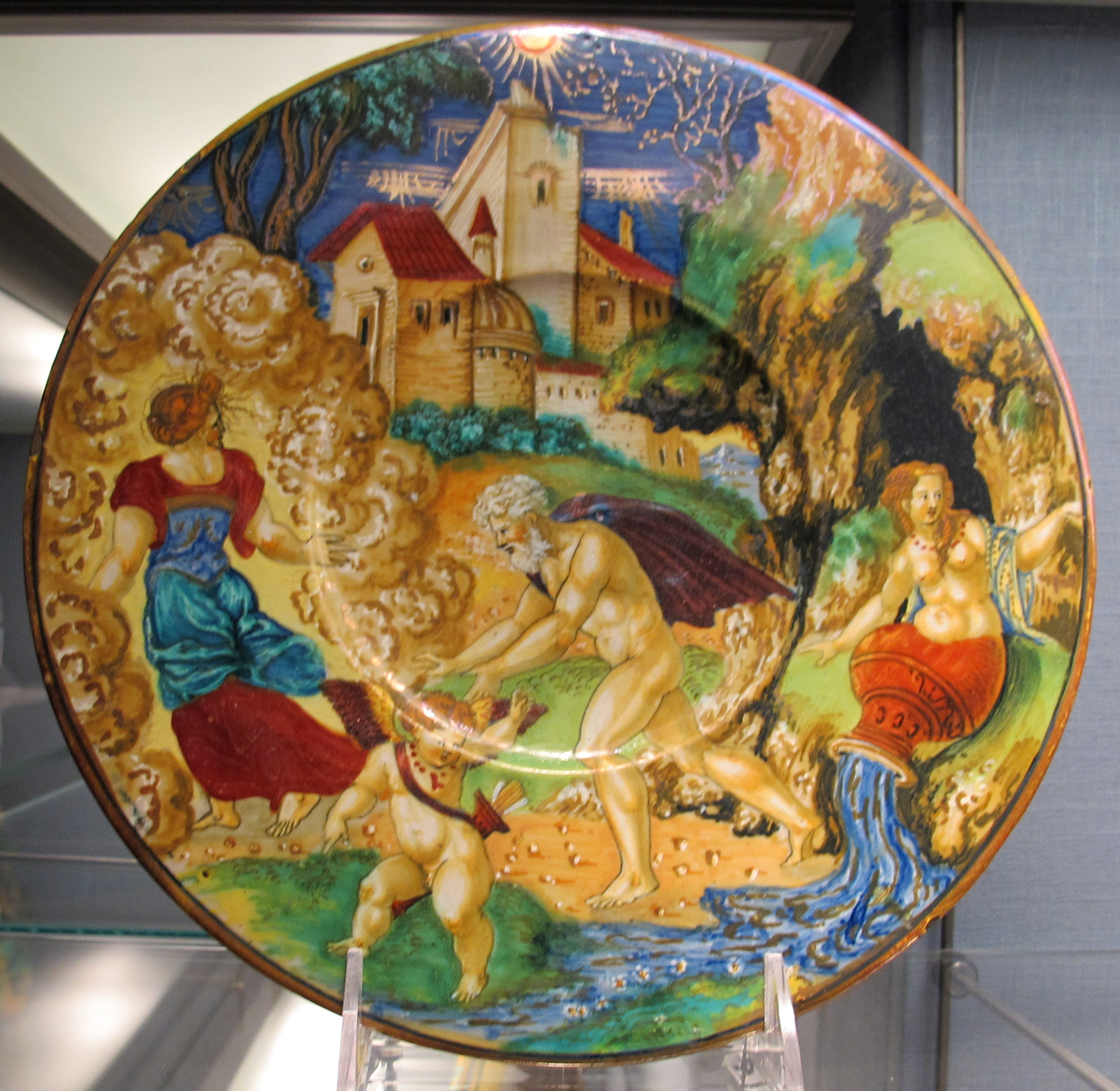
Arethousa
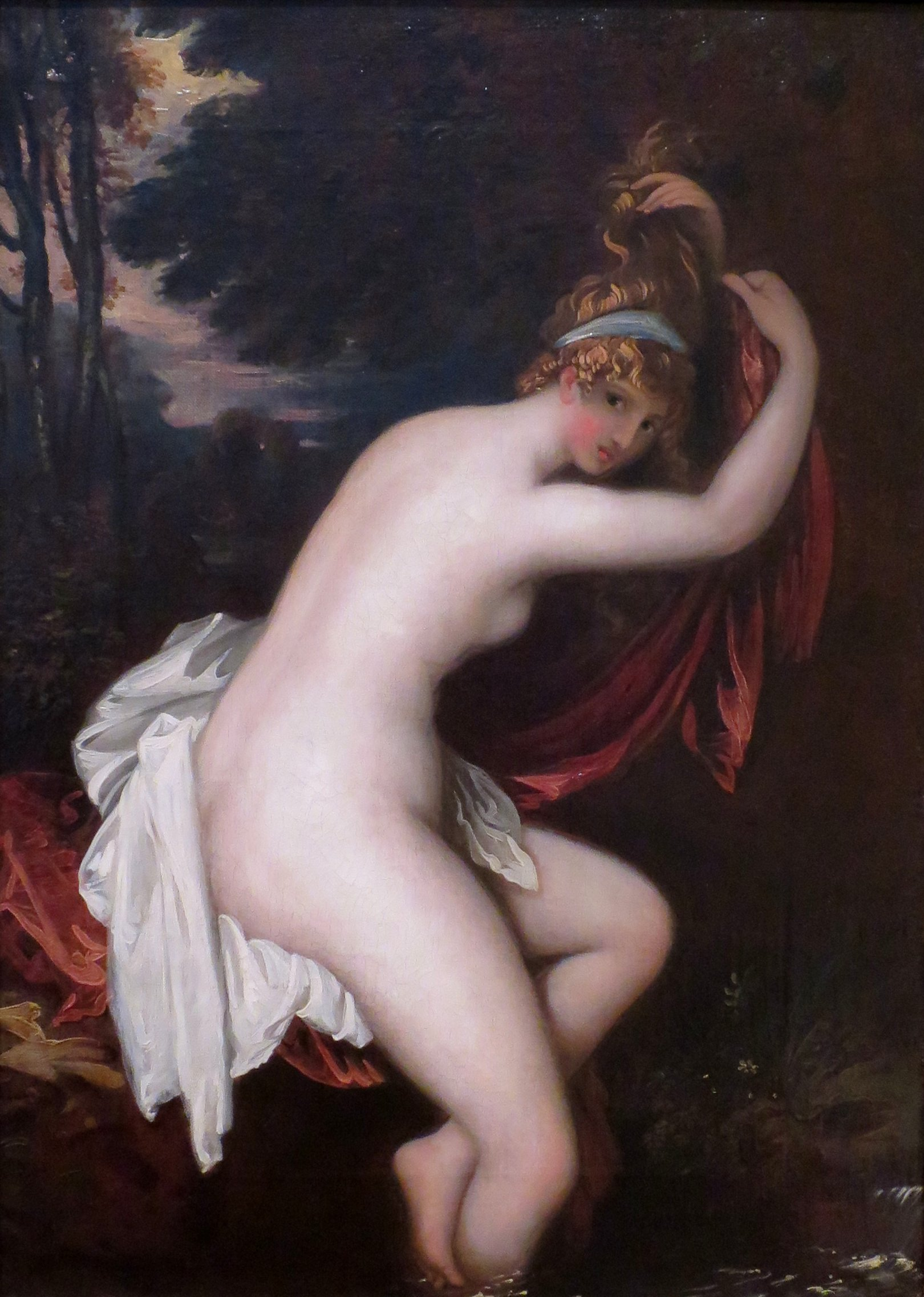
Arethousa, Benjamin West

### Arethousa a Demeter

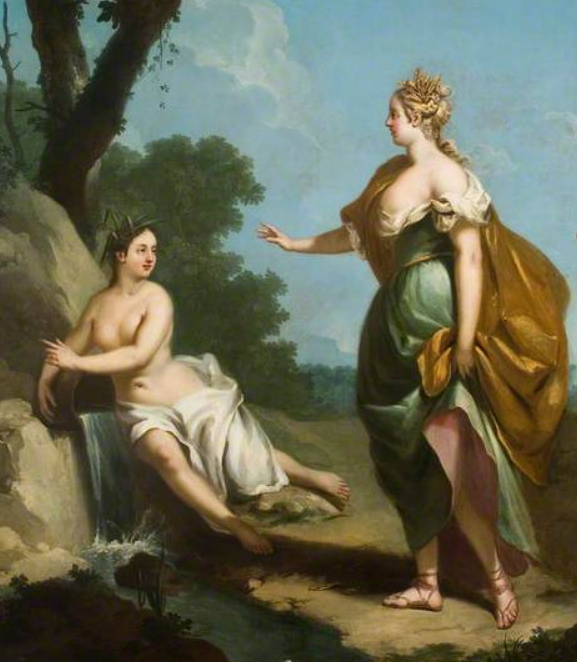
Arethusa Tells Ceres of Proserpine's Fate (1685–1775)
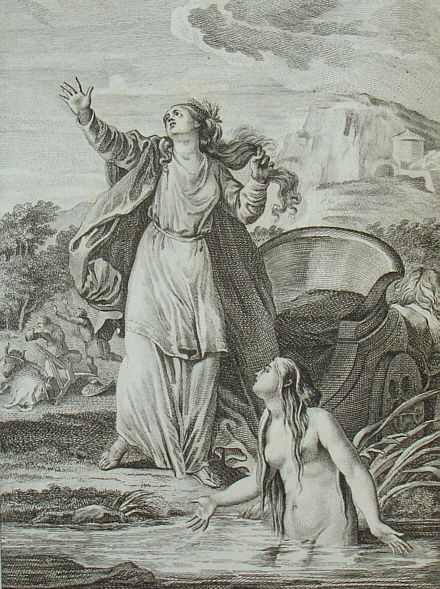
Ceres a Arethusa, engraving by Vincenz Grüner (1791)
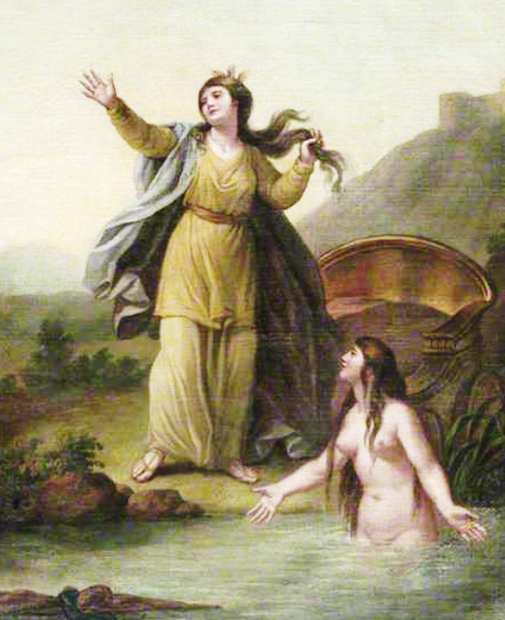
Demetra e Aretusa (1751–1801)
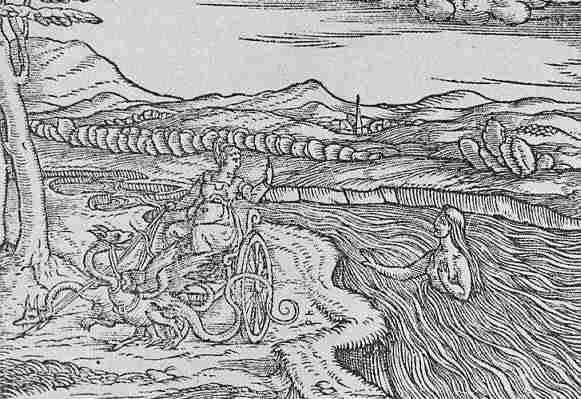
Ceres a Arethusa, Ludovico Dolce (1558)